# Побережье Богов Войны
«Побережье Богов Войны» (кит. трад. 戰神灘, упр. 战神滩, палл. Чжань Шэнь тань, англ. Beach of the War Gods) — гонконгский фильм режиссёра и сценариста Джимми Ван Юя, вышедший в 1973 году. По сюжету китайский патриот и фехтовальщик Сяо Фэн противостоит японским пиратам во времена правления династии Мин.

## Сюжет
В последние дни существования династии Мин побережье Юго-Восточного Китая подвергалось мародёрству японских пиратов. Когда город Ханчжоу был захвачен, двоюродный брат генерала, Сяо Фэн, искусный фехтовальщик, отправился спасать из плена своего дядю. Когда Сяо прибыл в маленький городок, то столкнулся с тиранией армии Синобу в отношении простых жителей. Он помог им, разобравшись с бандитами, а затем организовал дальнейшую борьбу с врагом.
Когда они узнали, что армия противника пребудет в город через семь дней, они решили уничтожить их на побережье и устроили там для них ловушки. Ночью армия прибыла и часть войск попала в ловушки. Остальные же ворвались в город и воевали против китайцев. Сам Синобу бросил вызов Сяо Фэну и был убит.

## В ролях
- Джимми Ван Юй — Сяо Фэн
- Лун Фэй[итал.] — Синобу Хасимото
- Тянь Е[кит.] — убийца Лэн Пин
- Сюэ Хань — Железный Бык Чжао
- Шань Мао[итал.] — японский офицер
- Гуань Хун — Ли Гуан, мастер двойного копья
- Чжан Игуй — Хун Чжун, боец с железными щитами
- Се Син — японский офицер
- Цай Хун — японский офицер
- Су Чжэнпин — японский офицер Кавасаки
- Ван Юншэн — японский офицер
- Минь Минь — селянин Ли
- Лэй Цзюнь — Лин
- Дун Цзиньху — селянин Сяо Линьцзы
- У Кэ — подручный Лина
- Кэ Юминь — подручный Лина (камео)
- Цао Цзянь[кит.] — пленник японцев Сяо Юйчжао

## Кассовые сборы
Премьера в кинотеатральном прокате Гонконга состоялась 13 июля 1973 года. К концу шестидневного проката, завершившегося 18 июля 1973 года, кассовые сборы киноленты составили 369 849,6 гонконгских долларов.

## Отзывы
Фильм получил благосклонные отзывы кинокритиков.